# Аскеров, Сиясет
Сиясет Аскеров (азерб. Siyasət Əsgərov; род. 17 июля 1987, Баку) — главный тренер женской сборной Азербайджана по футболу.

## Биография
Родился 17 июля 1987 года в Баку. Окончил Азербайджанскую государственную академию физической культуры и спорта.
В сезоне 2004/2005 являлся игроком резервного состава клуба Нефтчи.
С 2005 по 2007 год являлся игроком клуба МОИК.
В 2007, 2009, 2010 годах являлся тренером запасного состава клуба МОИК.
С 6 января 2010 года являлся главным тренером клуба МОИК.
С 2010 по 2012 год являлся тренером сборной Азербайджана среди девушек до 17 лет.
С 2013 года являлся тренером сборной Азербайджана среди девушек до 19 лет.
Являлся главным тренером сборной Азербайджана среди девушек до 17 лет.
Являлся тренером сборной Азербайджана среди девушек до 15 лет.
До 25 декабря 2023 года являлся главным тренером женского футбольного клуба Турции «Fomget». Под его руководством в сезоне 2022/23 команда стала чемпионом Турции.
С 1 февраля 2024 года является главным тренером женской команды Нефтчи.
Обладает лицензией UEFA Pro на тренерскую деятельность.
Главный тренер женской сборной Азербайджана по футболу.